# Aminopenicyliny

wzór ogólny aminopenicylin

Aminopenicyliny (ATC J01CA) – grupa antybiotyków β-laktamowych, pochodnych penicyliny.

## Mechanizm działania
Tak jak inne penicyliny są one strukturalnie podobne do alaniny, która jest składnikiem mureiny. Blokują aktywność transpeptydaz biorących udział w ostatnim etapie syntezy peptydoglikanu ściany komórki bakteryjnej. W ten sposób zaburzają syntezę ściany komórkowej i powodują, że bakteria ginie.

## Farmakokinetyka
Lekiem modelowym tej grupy jest ampicylina. Ma ona szerszy zakres działania niż benzylopenicylina i pokrywa się on z działaniem innych leków z tej grupy. Aminopenicyliny słabo wiążą się z białkami krwi (20%) i mają dłuższy okres półtrwania (90 min) w porównaniu z resztą penicylin. Mimo że w większości są one uwalniane z moczem, to stwierdza się również duże stężenie w żółci. Spora część tego co wydziela się z żółcią wchłania się zwrotnie w jelitach.

## Przykłady

Ampicylina

Amoksycylina

- ampicylina (ATC J01CA01)
- amoksycylina (ATC J01CA04)
- bakampicylina (ATC J01CA06)
- hetampicylina
- lenampicylina
- metampicylina (ATC J01CA14)
- piwampicylina (ATC J01CA02)
- talampicylina (ATC J01CA15)